# Johann Georg Wagner (Pfarrer)
Johann Georg Wagner (* 10. Dezember 1749 in Witzenhausen; † 16. Februar 1818 in Allendorf) war ein evangelisch-reformierter Pfarrer in der Landgrafschaft Hessen-Kassel, im Königreich Westphalen und im Kurfürstentum Hessen.

## Familie und Konfession
Wagner war ein Sohn eines Konrektors in Witzenhausen, der später Pfarrer in Nassenerfurth wurde. Er soll ein Nachkomme des Adam Plaustrarius (Plaustrarius ist die latinisierte Form von Wagner) gewesen sein, der Anfang des 17. Jahrhunderts Pfarrer von Herlinghausen und Ersen war und eine große Pfarrers- und Predigerfamilie begründet haben soll. Gemäß einem Nachruf seines Sohns haben alle männlichen Vorfahren seit Plaustrarius dem geistlichen Stand angehört.
Wagner war mit Katharine Louise Jakobine, geborene Schotten (1753–1808) verheiratet. Das Paar hatte vier Söhne. Der älteste, Friedrich Wagner (1786–1859), wurde Jurist und Prokurator am Distriktgericht Eschwege. Theodor und Carl Leopold Wagner wurden Pfarrer, der jüngste Sohn, Johann Georg(e) Wagner, wiederum Jurist.
Wie in ganz Niederhessen herrschte auch in den Wohn- und Amtsorten Wagners seit 1605 nach dem Grundsatz Cuius regio, eius religio die reformierte Konfession vor (vgl. Konfessionsverhältnisse in der Landgrafschaft Hessen-Kassel). Das galt seit der Neueröffnung 1653 auch für die Universität Marburg. Wagner gehörte mithin der reformierten Konfession an. In Schmalkalden hingegen waren die Kirchen und Schulen in einen reformierten und einen lutherischen Zweig geteilt.

## Leben
Wagner hat vermutlich an der Universität Marburg Theologie studiert, wo er 1769 als Respondent bei einer philosophischen Disputation von Johann Gottlieb Waldin verzeichnet ist. Von 1774 bis 1779 wirkte er als Pfarrer in Germerode, dann bis 1792 als Diakon und zweiter Pfarrer an der Altstädter Kirche (Marktkirche St. Dionys) in Eschwege. Von 1792 bis 1803 war Wagner Inspektor der Kirchen und Schulen in Schmalkalden und zugleich Schloss- und erster Prediger dort, er war für den reformierten Zweig verantwortlich. 1803 kam er als Superintendent „am Fulda- und Werra-Strom“, Metropolitan der Klasse Allendorf und erster Prediger der Stadt nach Allendorf. Er gehörte mit dem Bürgermeister und dem Amtmann zu der dreiköpfigen Deputation aus Allendorf, die im Januar 1808 in Kassel den König des neu errichteten Königreichs Westphalen begrüßte. 1818 starb er und es trugen ihn, wie sein Sohn in seiner Allendorfer Stadtgeschichte berichtet, „zwölf Schullehrer zu Grabe“.

## Schriften
- Theses philosophicae / quas ... praes. Io. Gottl. Waldino … pro biennio … defendent Io. Georg. Wagner Witzenhusa Hassus et Io, Conrad. Wolff Hersfeldia Hassus alumni principales. Müller, Marburg 1769 [deutsch etwa: Philosophische Thesen, die Johann Georg Wagner, Hesse aus Witzenhausen, und Johann Konrad Wolff, Hesse aus Hersfeld, unter dem Präses Johann Gottlieb Waldin verteidigen].